# Joan Antoni Mur i Borràs
Joan Antoni Mur i Borràs (Flix, 2 de febrer de 1946) és un economista i polític català.

## Biografia
Llicenciat en econòmiques per la Universitat de Barcelona en 1972 i militant d'Unió Democràtica de Catalunya des de 1976, de la que n'ha estat conseller nacional. Resideix a Sant Carles de la Ràpita i ha treballat com a cap d'administració i de personal a l'empresa Cementos del Mar, SA d'Alcanar de 1976 a 1984.
En els anys 1980 fou president de l'Agrupació Musical Rapitenca i membre de la Federació de Bandes de Catalunya. Fou elegit diputat per la circumscripció de Tarragona a les eleccions al Parlament de Catalunya de 1984 i 1988 per Convergència i Unió. Ha estat vicepresident de la Comissió d'Indústria, Energia, Comerç i Turisme del Parlament de Catalunya el 1984-1988 i Secretari de la Comissió d'Indústria, Energia, Comerç i Turisme el 1988-1992.

## Obres
- El gust és meu (2010)[2]